# Język pagu
Język pagu (lub pago), także isam – język zachodniopapuaski używany w prowincji Moluki Północne w Indonezji, należący do grupy języków północnohalmaherskich. Jego terytorium obejmuje tereny na południe od obszaru języka modole, na wyspie Halmahera. Według danych szacunkowych z 2023 roku posługuje się nim 3 tys. osób.
Ch.E. Grimes i B.D. Grimes (1984/1994) wyróżniają trzy dialekty: pagu właściwy (dialekt wsi Ngoali, Waringin, Lelewi, Wangeotak, Balisosang), isam (dialekt wsi Gayok i Leleseng), toliwiku (dialekt wsi Toliwang). C.L. Voorhoeve (1988) do terytorium pierwszego dialektu zalicza też wsie Gagaapok i Momoda oraz fragment kecamatanu Kao. Taki podział uwzględniają publikacje Ethnologue (wyd. 13, 18) i Glottolog (4.6). D.M. Perangin-Angin (2023) proponuje podział na dialekt nadbrzeżny i dialekt wnętrza wyspy, z niewielkimi różnicami w zakresie leksyki i cech prozodii.
S.G. Wimbish (1991) z kolei wyodrębnia pięć dialektów pagu: nadbrzeżny, gayok, toliwang, kao, śródlądowy. Według S.G. Wimbish podział na pagu/isam i kao odpowiada różnicom religijnym, a nazwa „isam” odnosi się do wariantu, który uchodzi za pierwotną formę tego języka. Etnolekt kao, o bliżej nieustalonym statusie, bywa rozpatrywany jako odrębny język. W niektórych publikacjach (m.in. Atlas bahasa tanah Maluku) nazwa „toiliko” (towiliko) jest uważana za równoznaczną z „kao”, ale uchodzi to za niesłuszne.
Jest poważnie zagrożony wymarciem. Władają nim wyłącznie osoby dorosłe i nie jest już przyswajany przez dzieci. W 2012 r. podano, że jego użycie ogranicza się do sfery domowej, wśród osób w wieku 50 lat i powyżej. Służy jedynie jako język mówiony. Społeczność Pagu posługuje się również lokalnym malajskim (dominująca lingua franca), a także językiem indonezyjskim (przede wszystkim w sytuacjach formalnych). Dominacja obu tych języków znacznie wpływa na jego żywotność. Dodatkowo występują wpływy słownikowe okolicznych języków modole, tobelo i galela, a także malajskiego (bądź indonezyjskiego). Ze względu na wieloetniczność regionu częste są małżeństwa mieszane, co też przyczynia się do osłabienia pozycji lokalnego języka.
Na pocz. XX w. społeczność Pagu zamieszkiwała cztery miejscowości (Lelesen, Gayok, Malifut i Wangeotak). Kolejne wsie zaczęły powstawać dopiero w latach 50. We wsi Gayok, dość oddalonej od wybrzeża, język pagu zachował się w stosunkowo powszechnym użyciu. Według nowszych danych (2020) osoby z grupy etnicznej Pagu zamieszkują trzynaście rozproszonych wsi na Halmaherze (kabupaten Halmahera Utara), wchodząc w kontakt z różnymi grupami ludności.
Pierwsze dane leksykalne nt. języka pagu opublikował A. Hueting w 1908 r., wyróżniając warianty „isam” i „tololiku”. Późniejsze materiały pochodzą z 1916 r. – są to lista słownictwa i zbiór tekstów (z tłumaczeniami). W II poł. XX w. pojawiły się kolejne prace autorstwa S.G. Wimbish . Na pocz. XXI w. starania na rzecz dokumentacji i rewitalizacji języka podjęli badacze związani z Lembaga Ilmu Pengetahuan Indonesia. Dostępne materiały obejmują opis sytuacji językowej (Vitalitas bahasa Pagu, 2012) , słownik (Kamus Pagu-Indonesia-Inggris, 2014, 2023)  oraz opracowanie gramatyczne (A descriptive grammar of the Pagu language, 2018) .